# Sinularia robusta
Sinularia robusta is een zachte koraalsoort uit de familie Alcyoniidae. De koraalsoort komt uit het geslacht Sinularia. Sinularia robusta werd in 1936 voor het eerst wetenschappelijk beschreven door Macfadyen. 